# Les Sabots
Les Sabots is een kort verhaal van Guy de Maupassant in 1883.

## Verhaal
De dorpspastoor kondigt na de mis in zijn kerk dat parochiaan Césaire Ormont een dienstmeisje zoekt. Het echtpaar Malandain besluit om hun eenentwintigjarige dochter Adelaïde naar de vijfenvijftigjarige rijke weduwnaar te sturen.
Adelaïde is echter een jong en erg naïef meisje. De erg autoritaire meneer Ormont staat erop dat Adelaïde met hem dineert en ook dat ze tezamen in één bed zouden slapen omdat hij niet graag alleen slaapt. Na een aantal weken wordt Adelaïde, die niet weet hoe kinderen worden gemaakt, zwanger en haar ouders besluiten dat ze moet trouwen met meneer Ormont.